# Johan Fredrik Svedberg

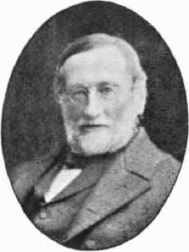
Johan Fredrik Svedberg.

Johan Fredrik Svedberg, född 8 oktober 1828 i Söderhamn, död där 12 juni 1908, var en svensk läkare. 
Svedberg blev student vid Uppsala universitet 1849, medicine kandidat 1854, medicine licentiat 1856, kirurgie magister 1857 och medicine doktor samma år på avhandlingen Om frossa. Han var distriktsläkare i Gimo distrikt 1857–1862, läkare vid Diakonissanstaltens sjukhus i Stockholm 1862–1869, amanuens i Sundhetskollegium (Medicinalstyrelsen) 1869–1889, föreståndare för Allmänna elektricitetsinrättningen i Stockholm 1873–1882 (som efterträdare till Carl Edling), läkare vid Allmänna institutet för dövstumma på Manilla 1877–1896, vid Strandbergska läkareinrättningen i Stockholm 1881–1892 och provinsialläkare i Stockholms distrikt 1883–1891.